# Деречичекский магал
Деречичекский магал — один из магалов Эриванского ханства.

## География
Этот магал выделялся среди других, прежде всего, своим замечательным климатом. Территория магала охватывала долину, начинавшуюся от озера Севан и протягивавшуюся через реку Зангичай и устье Мисгянсу до села Алапарс. Дарачичекский магал граничил на севере с Памбаком, на западе — Апараном, на юге — Гырхбулагом, на востоке — землями, расположенными западнее озера Гёйча. Территория орошалась Мисхансу, притоком Зангичая.

## История
Этот магал, благодаря своему тёплому климату, был местом отдыха знати Эриванского ханства. Центральным селением Дарачичекского магала, в который входило 37 сёл, было Дарачичек. Потребность магала в воде обеспечивалась реками Мисгянсу и Зангичай.

## Сёла
И. Шопен зафиксировал здесь 53 села, из которых 16 были разорены.

### Разрушенные сёла после войн
Список сёл, разрушенных в магале в результате русско-персидской и русско-турецкой войн 1826—1828 и 1828—1829 годах:
1. Ада, 2. Кичик Ордекли, 3. Аллахапанах, 4. Барат, 5. Гонаггирмез, 6. Эшшекгудуран, 7. Чобангёлю, 8. Кеган, 9. Маман, 10. Айдын, 11. Шакирбаши, 12. Мисхана, 13. Сутёкюлен, 14. Чичекли, 15. Пирпалыд, 16. Зейналага.
Армянский католикос и летописец XVIII века Симеон Ереванский среди сёл, принадлежащих монастырю Кечарис, упоминает села Текелик и Эшшекгудуран, последнее село также упоминает османский источник 1728 года (доход: 3.000 акче)

## Население
Население этого магала и его сёл в период иранского владычества, как и других магалов — смешанное: пришлые кочевые татары и коренные армяне.
В старом селе Дели Паша, где находится церковь св. Ованеса IX—X веков к XIX веку осели татары. В селе Тайчарыг часть населения татары[когда?], другая часть местные армяне.
Село Яйджы сохраняло свой однородный состав на протяжении всех лет, в селе проживали только армяне, некоторые местные, другие были из Маку[когда?], были редкие случаи временного проживания 1-2 курдов[когда?], и практически во все годы в населении преобладал мужской пол.
В село Гуру Фонтан, где проживали татары в 1828 году  поселились русские.